# Мьюзел, Роберт
Роберт Мьюзел (англ. Robert Musel; зачастую публиковался просто как Боб Мьюзел, англ. Bob Musel, 13 августа 1909, Нью-Йорк — 8 сентября 1999, Лондон) — американский журналист и поэт-песенник, большую часть жизни проведший в Лондоне. На протяжении нескольких десятилетий являлся европейским корреспондентом информационного агентства United Press International, «прославившись в профессиональной среде за высокое качество изложения и широту личного опыта». Являлся автором текстов нескольких популярных песен.

## Биография
Мьюзел родился в Нью-Йорке, присоединившись к штату агентства United Press International в возрасте 15 лет — в итоге, проработав в компании 58 лет. В ранние годы занимался освещением около бродвейных событий, а в 1927 году, когда базировался в Трентоне, писал о похищение и смерть сына Чарльза Линдберга. Также некоторое время работал сценаристом в Голливуде.
Во время Второй мировой войны Мьюзел был прикомандирован к Девятой воздушной армии США, по окончании военных действий оставшись Лондоне в качестве старшего редактора британского филиала United Press International. В частности, освещал коронацию королевы Елизаветы II, отметив в своём репортаже: «Сегодня позолоченные трубы приглушили шум современного Лондона, и крупнейший город мира словно откатился на столетия назад, чтобы послушать, как Елизавета II провозглашают королевой».
В 1953 году стал консультантом лондонского подразделения компании Broadcast Music, Inc.. Увлекаясь сочинением стихов с подросткового возраста, в дальнейшем Мьюзел выступил автором ряда поп-песен, в том числе «Poppa Piccolino», первоначально выпущенной на итальянском языке, которая добиралась до 2-й строчки британского чарта в интерпретации Дайаны Декер в 1953 году, а также «Band of Gold», ставшего международным хитом в исполнении Дона Черри, в 1956-м. Мьюзелу также приписывают авторство прозвища Элвиса Пресли «Elvis the Pelvis». В 1993 году BMI учредила ежегодную награду его имени за самую исполняемую песню года. Он оставался консультантом компании до самой смерти.
Скончался в Лондоне от рака в возрасте 90 лет, за несколько лет до этого пережив инсульт.